# 傣来语
傣来语是缅甸一种台语，与坎底语有亲缘关系。它以缅甸文傣来变体为文字，虽然不在学校教授，正经历着文化复兴，尽管仍然很小。没有人口普查数据，估计约有10万人使用。

## 名称
傣来语其他名称还有红傣语、缅掸语、Shan Kalee、Shan Ni、Tai Laeng、Tai Lai、Tai Lang、Tai Nai和Tai Naing (《民族语》)。

## 分布
傣来语分布在实皆省霍马林镇，沿钦墩江、伊洛瓦底江和乌鲁河分布。在克钦邦从八莫到密支那的镇也有分布(《民族语》)。

## 方言
傣来语有两种方言，分别是Tai Nai和Tai Lai。前者分布在从密支那到曼德勒的铁路沿线，后者生活在密支那以南的河流沿岸(《民族语》).